# Santa María del Arroyo
Santa María del Arroyo – gmina w Hiszpanii, w prowincji Ávila, w Kastylii i León, o powierzchni 11,13 km². W 2011 roku gmina liczyła 97 mieszkańców.